# Jill Hennessy

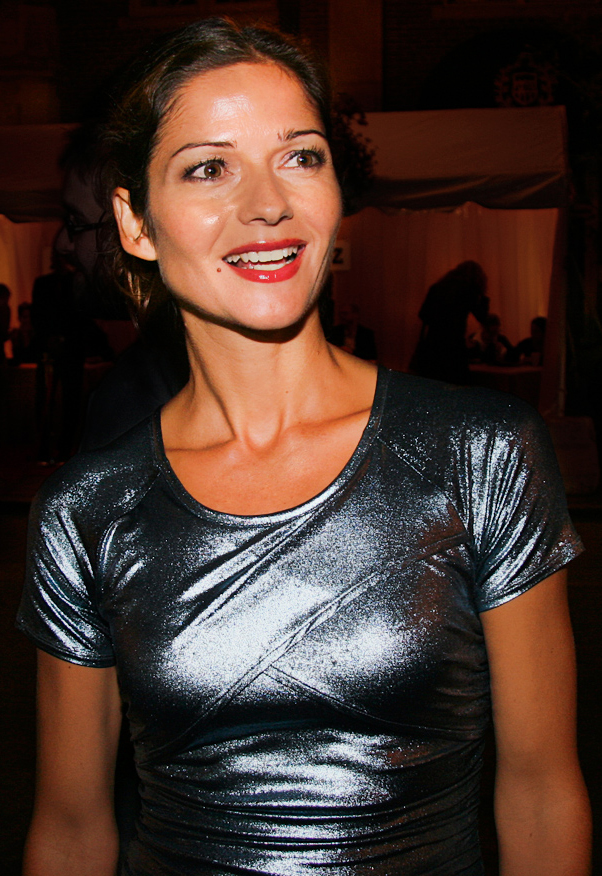
Jill Hennessy (2010)

Jillian Noel Hennessy (ur. 25 listopada 1968 w Edmonton) – kanadyjska aktorka, która grała w serialach: Prawo i porządek, Jordan i Miasto na wzgórzu.

## Filmografia
- 1988 – Nierozłączni (Dead Ringers) jako Mimsy
- 1993 – RoboCop 3 jako dr Marie Lazarus
- 1993 – Trip nach Tunis jako Kathryn Darby
- 1993–1996 – Prawo i porządek (Law & Order[1]) jako ADA Claire Kincaid
- 1994 – Zawód: Dziennikarz (Paper, The) jako Deanne White
- 1996 – Strzelałam do Warhola (I Shot Andy Warhol) jako Laura
- 1997 – Twój uśmiech (A Smile Like Yours) jako Lindsay
- 1997 – Poszukiwany (Most Wanted) jako Victoria Constantini
- 1999 – Florentine jako Brenda
- 1999 – Molly jako Susan Brookes
- 1999 – Dead Broke jako Kate
- 1999 – Chutney Popcorn jako Lisa
- 1999 – Komodo jako Victoria
- 2000 – W nurtach życia (Row Your Boat) jako Patti
- 2000 – Acting Class jako Amanda Smythe/Jill
- 2000 – Nina albo Nina (Two Ninas) jako Mike
- 2000 – Miłość w Nowym Jorku (Autumn in New York) jako Lynn
- 2000 – Norymberga (Nuremberg) jako Elsie Douglas
- 2001 – Mroczna dzielnica (Exit Wounds) jako Annette Mulcahy
- 2001–2007 – Jordan (Crossing Jordan[1]) jako dr Jordan Cavanaugh
- 2001 – Jackie, Ethel & Joan: Kobiety Kennedych (Jackie, Ethel & Joan: The Women of Camelot) jako Jackie Kennedy
- 2002 – Amator kwaśnych jabłek (Pipe Dream) jako Marina Peck
- 2002 – Miłość i pieniądze (Love In the Time of Money) jako Ellen Walker
- 2007 – Oranges jako Brenda
- 2007 – Gang dzikich wieprzy (Wild Hogs) jako Kelly Madsen
- 2008 – Lymelife jako Brenda Bartlett
- 2010 – Zabójcze piosenki małego miasta jako Rita
- 2011 – Roadie jako Nikki
- 2011–2012 – Luck jako Jo
- 2012 – Dawn Rider jako Alice Gordon
- 2015–2016 – Madam Secretary[1] jako Jane Fellows
- 2017 – Punkt zapalny (Shots Fired[1]) jako Alicia Carr
- 2017 - Don't Sleep jako Cindy Bradford
- 2018 – Crawford jako Cynthia
- 2018 – Yellowstone jako Senator Huntington[1]
- 2019 – Crypto jako Robin
- 2019 – Koniec żartów jako Vanessa
- 2019–2022 – Miasto na wzgórzu (City on a Hill) jako Jenny Rohr
- 2022 – The Road to Galena jako Teresa Baird
- 2023 – Accused jako Lynn Harmon
- 2024 – Madame Web jako piękna kobieta